# Sulkovec

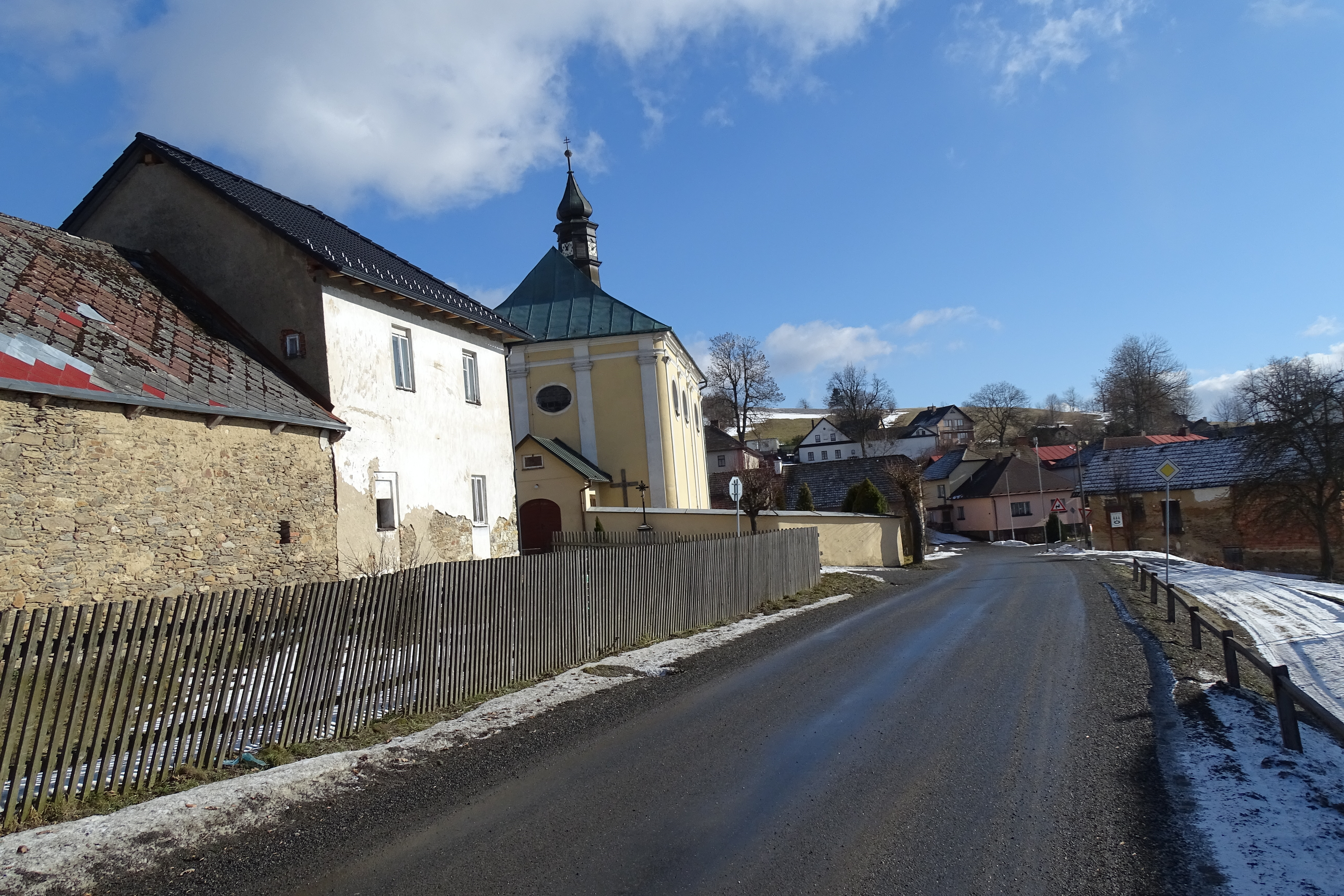
Pohled na obec od Jimramova

Sulkovec (německy Sulkowetz) je obec v okrese Žďár nad Sázavou v kraji Vysočina. Žije zde 159 obyvatel.

## Název
Název obce je odvozen od osobního jména Sulek.

## Historie
První písemná zmínka o obci pochází z roku 1459. Ve 14. století náležel Sulkovec k hradu Skály a od roku 1462 až do konce 16. století Pernštejnům. Koncem 16. století přešel Sulkovec ke kunštátskému panství. Dne 16. října 1645 obec zcela vypálili Švédové. Během 19. století byla původně dřevěná obydlí postupně nahrazována zděnými staveními a hospodářskými grunty. Uzavřené zemědělské usedlosti se zahradami, polem a loukami jsou pro Sulkovec typické. V letech 1832 a 1887 se v obci našly groše, dukáty a jiné mince. První dřevěná škola byla v Sulkovci postavena již v roce 1720. Škola zde definitivně zanikla v roce 2002.

## Obyvatelstvo
| Rok            | 1869 | 1880 | 1890 | 1900 | 1910 | 1921 | 1930 | 1950 | 1961 | 1970 | 1980 | 1991 | 2001 | 2011 | 2021 |
| -------------- | ---- | ---- | ---- | ---- | ---- | ---- | ---- | ---- | ---- | ---- | ---- | ---- | ---- | ---- | ---- |
| Počet obyvatel | 526  | 545  | 556  | 579  | 511  | 508  | 502  | 382  | 383  | 340  | 277  | 242  | 207  | 174  | 140  |
| Počet domů     | 69   | 70   | 72   | 85   | 90   | 89   | 97   | 97   | 93   | 88   | 79   | 74   | 89   | 88   | 80   |

## Obecní správa a politika

### Části obce
- Sulkovec
- Polom

### Obecní symboly
Znak a vlajka byly obci uděleny rozhodnutím předsedkyně Poslanecké sněmovny Parlamentu České republiky dne 4. října 2012.

### Politika
V letech 1990–2006 působil jako starosta František Mareček, v letech 2006–2014 tuto funkci vykonával Michal Budig. V současné době je starostou Petr Tomášek.

## Pamětihodnosti
- Kostel svatého Havla (Výstavba kostela začala v roce 1735 a o rok později byl vysvěcen. Kostel stál na místě bývalé kaple (poprvé doložené v roce 1645). Kostel byl v průběhu let opravován a doplňován – lavice z roku 1948, varhany z roku 1964 atd.[7]
- Venkovský dům čp. 34
- Litinový kříž u vchodu do kostela z roku 1878.
- Kamenná barokní socha sv. Jana Nepomuckého ve výklenkové kapličce před vstupem do kostela
- Náhrobní desky sulkoveckých farářů (Karel J. Pečený, Vítězslav Grmela...). Na hřbitově hrob prof. Ing. Vítězslava Jílka, CSc.